# Rete tranviaria di Firenze
La rete tranviaria di Firenze è un sistema tranviario a servizio della città metropolitana di Firenze.
Il servizio è caratterizzato dall'elevata frequenza d'esercizio, dalla precedenza semaforica assoluta e dall'esercizio esclusivo in sede riservata ed un piccolo tratto promiscuo in corsia preferenziale e regolamentata da ZTL.

## Rete
La rete tranviaria di Firenze è composta da due linee:
| Linea         | Percorso                                | Apertura | Ultima estensione | km   | Fermate | Percorrenza |
| ------------- | --------------------------------------- | -------- | ----------------- | ---- | ------- | ----------- |
| T1 - Leonardo | Villa Costanza-Careggi Ospedale         | 2010     | 2018              | 11,5 | 26      | 43'         |
| T2 - Vespucci | Peretola Aeroporto-San Marco Università | 2019     | 2025              | 7,8  | 21      | 35'         |

Da gennaio 2025 è in costruzione una terza linea (Libertà-Bagno a Ripoli), detta anche "T3".

## Storia

### La prima rete tranviaria urbana (1906-1958)
La prima tranvia di Firenze fu la quella interurbana a cavalli per Campi Bisenzio che fu aperta al servizio pubblico il 5 aprile 1879. Essa fu poi convertita a trazione a vapore nel novembre dello stesso anno; il servizio fu quindi prolungato fino a Prato, a partire dal 15 maggio 1880, mentre nel 1882 fu aperta anche una diramazione tra Peretola e Poggio a Caiano. Seguirono altre tranvie interurbane che collegarono il capoluogo a Signa, a San Casciano in Val di Pesa e a Greve in Chianti e a Fiesole, che fu la prima in Italia ad adottare la trazione elettrica.
Giunto il termine di una precedente convenzione di omnibus, nel 1906 il comune di Firenze rilasciò alla Les Tramways Florentins (TF), che già gestiva le tranvie interurbane, una concessione di quindici anni per costruire ed esercire tranvie urbane. Le prime linee collegarono Le Cure e Ponte Rosso e furono le prime a essere identificate con un numero. Nel 1934 il fallimento della TF comportò il riscatto della rete da parte del comune di Firenze che decise di concedere l'esercizio della stessa alla FIAT. Questa svolse l'attività prima sotto l'insegna della Gestione Tranviaria Fiorentina (GTF), introducendo anche le prime filovie, e poi, dagli anni Quaranta, tramite la Società Trasporti Urbani (STU).
Nel dopoguerra, la gestione passò direttamente al comune che istituì l'Azienda Tranvie e Autofilovie Fiorentine (ATAF). La necessità sia di ampliare la rete verso i quartieri di nuova costruzione sia di modernizzare il servizio, spinse l'ATAF a sostituire progressivamente le tranvie con le filovie e le autolinee: il 20 gennaio 1958 fu soppressa la 17, ultima linea urbana in esercizio.

### Sviluppi per il ripristino della tranvia
Nel corso degli ultimi due decenni del XX secolo le amministrazioni comunali fiorentine hanno scelto di ripristinare il servizio tranviario per combattere il sempre crescente traffico cittadino e per offrire un mezzo di trasporto pubblico rapido e puntuale.
La prima relazione illustrativa generale di quella che diventerà la linea T1 fu elaborata nel 1994 per il comune di Firenze dalle società AI Engineering e SISPLAN. Il tracciato preliminare in sede di progettazione avanzata è stato sostanzialmente rielaborato rispetto all'idea originaria in cui si prevedeva, oltre all'attraversamento dell'Arno in corrispondenza del ponte alla Vittoria, un passaggio sotterraneo dei convogli a partire da piazza Vittorio Veneto fino alla fermata della stazione di Santa Maria Novella.
La prima gara per affidare i lavori venne fatta nel 2000 ma nessuna azienda manifestò interesse. La seconda gara, vinta nel 2001 da un raggruppamento d'imprese con a capo il costruttore Baldassini-Tognozzi, fu contestata da AnsaldoBreda, l'altra azienda che perse la gara. Il ricorso presentato da AnsaldoBreda, per presunte irregolarità della gara, al TAR venne vinto dalla Baldassini-Tognozzi mentre AnsaldoBreda vinse un successivo ricorso presentato al Consiglio di Stato. Quest'ultimo decise di affidare alla società dei trasporti pubblici urbani (ATAF) e al Comune la risoluzione del problema. Venne quindi deciso di indire una terza gara la quale venne vinta dalle due aziende precedentemente rivali.
Nel dicembre 2005 iniziarono i lavori di costruzione della originariamente chiamata Linea 1 (ora T1 da Villa Costanza fino alla stazione di Firenze S.M.N.), che comportarono anche il rifacimento dei sottoservizi nonché la piantumazione di nuovi alberi e siepi. I binari furono posati a partire dall'8 ottobre 2007. Il 1º ottobre 2008 il primo mezzo della flotta fu consegnato e poco dopo iniziò le prove tecniche.

### Entrata in servizio
La tranvia entrò in funzione il 14 febbraio 2010. Ad inizio dell'estate 2018, in occasione della sua prima estensione fino al Polo Ospedaliero di Careggi, la linea è stata rinominata T1.
Nel 2019 è entrata in servizio la linea T2, collegando il centro cittadino con la zona universitaria di Novoli e l'aeroporto Amerigo Vespucci. Come per la sorella maggiore, anche questa linea ha avuto una nascita travagliata causa problemi economici delle aziende a cui erano stati affidati i lavori; lavori iniziati nel 2014 e conclusi solo a fine 2018, con conseguente inaugurazione nel febbraio 2019.
Un certo numero di cittadini si era dichiarato contrario al progetto della linea T2 e del prolungamento della linea T1, ed aveva chiesto un referendum in proposito. Il referendum consultivo si tenne il 17 febbraio 2008, aperto a tutti i cittadini del comune e agli stranieri regolarmente soggiornanti. Al referendum, per il quale secondo lo statuto comunale non era previsto un quorum, votò il 39% degli aventi diritto, con prevalenza per la posizione dei contrari alle due nuove linee - scarto circa del 7,7% per la linea 2, progettata per attraversare il centro storico, e del 3,7% per il prolungamento della linea 1, diretta verso il plesso ospedaliero di Careggi, alla periferia nord-ovest della città).
La successiva amministrazione comunale, eletta nel 2009, pur annunciando importanti modifiche ai percorsi delle linee, espresse la volontà di proseguire la costruzione delle linee tranviarie (volontà confermatasi con l'amministrazione eletta nel 2014).

## In esercizio
La rete tranviaria attuale è frutto di un progetto che prevede l'istituzione di linee metrotranviarie che si allontanano dal centro in modo radiale. A differenza della precedente rete tranviaria fiorentina urbana, il percorso è generalmente su sede propria, ovverosia è esterno e si svolge su binari opportunamente isolati dal resto della sede stradale, per questo viene definita anche come metrotranvia o metro di superficie.
Le vetture sono del tipo Ansaldobreda Sirio, già in uso in altre città italiane e europee. La flotta è composta da 46 tram, 17 di prima serie e 29 di seconda.
Il deposito ha una estensione di circa 50.000 metri² e ospita le officine, il fabbricato direzionale e la sala di comando, la quale controlla la posizione dei convogli e il funzionamento dei sistemi tecnologici e di sicurezza.
Le fermate sono collocate in media a una distanza compresa nei 400 metri l'una dall'altra, mentre la marcia dei tram è regolata dall'asservimento semaforico.
A partire dal giugno 2013 è stato ammesso il trasporto di biciclette seppur con alcune limitazioni. L'accesso ai mezzi è permesso solo in certi orari nei giorni feriali, nello specifico fra le 5:00 e le 7:00, fra le 10:00 e le 17:00 e fra le 20:00 e le 00:30, mentre nei giorni festivi non è presente alcuna limitazione oraria. Le bici possono essere trasportate solo presso la coda o la testa dei tram appoggiate alla parete divisoria della cabina di guida, dove sono presenti gli ancoraggi, per un massimo di due biciclette a convoglio.

### T1 - Leonardo
| Unknown route-map component "uKDSTa" |

| Urban straight track | Urban head station |

| Unknown route-map component "uABZgl" + Unknown route-map component "NULg@fq" | Unknown route-map component "uABZgr" |

| Unknown route-map component "ubSHI2+lr" |

| Urban stop on track |

| Urban stop on track |

| Unknown route-map component "uhbKRZWae" |

| Urban stop on track |

| Urban stop on track |

| Urban stop on track |

| Urban stop on track |

| Urban stop on track |

| Urban stop on track |

| Urban stop on track |

| Urban stop on track |

| Unknown route-map component "uhbKRZWae" |

| Urban stop on track |

| Unknown route-map component "d" | Unknown route-map component "uevSHI2gl-" |

| Unknown route-map component "d" | Unknown route-map component "uvBHF-exSTR" |

|  | Unknown route-map component "uedABZg+l" | Unknown route-map component "uexdABZql" | Unknown route-map component "uexdCONTfq" |

|  | Unknown route-map component "uABZg+l" | Unknown route-map component "uCONTfq" |

|  | Urban station on track + Unknown route-map component "HUBaq" | Head station + Unknown route-map component "HUBeq" |

| Unknown route-map component "uKBHFaq" | Unknown route-map component "uABZgr+r" | Straight track |

|  | Urban station on track | Straight track |

|  | Urban station on track | Straight track |

| Unknown route-map component "uCONTgq" | Unknown route-map component "uABZgr+r" | Straight track |

|  | Urban station on track | Straight track |

|  | Unknown route-map component "uhKRZWae" | Unknown route-map component "hKRZWae" |

|  | Urban stop on track | Unknown route-map component "kABZg3" |

| Unknown route-map component "dCONTgq" | Unknown route-map component "SHI4g+rq" | Unknown route-map component "umkKRZr+1u" | Unknown route-map component "STR+k4" | Unknown route-map component "d" |

| Unknown route-map component "dCONTgq" | Unknown route-map component "SHI4glq" | Urban straight track + Unknown route-map component "hBHFaeq" | Unknown route-map component "ABZg+r" | Unknown route-map component "d" |

|  | Urban stop on track | Straight track |

|  | Urban stop on track | Straight track |

|  | Urban straight track | Unknown route-map component "CONT2+g" |

| Unknown route-map component "ubSHI2lr" |

| Unknown route-map component "uBHF(R)f" | Urban straight track |

| Urban straight track | Unknown route-map component "uBHF(L)g" |

| Unknown route-map component "uBHF(R)f" | Urban straight track |

| Urban straight track | Unknown route-map component "uBHF(L)g" |

| Unknown route-map component "ubSHI2+lr" |

| Urban stop on track |

| Urban End station |

La linea è entrata in esercizio nel febbraio 2010 nel tratto compreso tra i capolinea di Scandicci e la Stazione FS all'altezza di via Alamanni, con il nome di Linea 1, mentre dal 16 luglio 2018, con il prolungamento da via Alamanni a Careggi, è stata rinominata in Linea T1 (informalmente definito, in fase di progetto, "Linea T3").
I chilometri sono 11,5 per 26 fermate, con un tempo di percorrenza tra i due capolinea stimato in circa 40 minuti.
Il 13 dicembre 2012 la Regione Toscana ha diffuso i risultati di un'indagine secondo la quale il numero dei passeggeri quotidiani era cresciuto a quella data di oltre il 50% (da meno di 25.000 passeggeri giornalieri nel 2010 ad oltre 38.000, con una media mensile stabile di 1.100.000 passeggeri), equivalenti a circa 13 milioni di passeggeri l'anno, che vanno confrontati con gli utilizzatori del trasporto pubblico prima dell'avvento del tram, che non superavano il milione di passeggeri l'anno.
La stessa indagine ha analizzato il gradimento della tranvia e ha mostrato che il 74% degli utilizzatori riteneva buono od ottimo il servizio.

#### Percorso
- Villa Costanza-Alamanni

La prima parte del tracciato, nel Comune di Scandicci, ha avuto l'obiettivo di riequilibrare il sistema della mobilità nell'area sud-ovest, dove non erano mai state costruite linee di trasporto pubblico su rotaia, se si escludono le vecchie linee tranviarie dismesse da decenni.
Presso il capolinea della T1 di "Villa Costanza" a Scandicci è attivo un parcheggio scambiatore collegato direttamente alla autostrada A1. Primo esempio in Italia di autostrada connessa direttamente ad una tranvia, è stato inaugurato il 12 giugno 2017.
Uno dei grandi vantaggi di questo parcheggio è il pedaggio poco elevato consentendo anche una sosta prolungata di diversi giorni.
Inizialmente si era molto scettici sull'utilità del parcheggio che successivamente ottenne grande successo, registrando, soprattutto nel periodo estivo, tassi di riempimento molto elevati con conseguente sovraffollamento della T1. Per contrastare questa problematica sono state aggiunte corse accessibili soltanto dalla seconda fermata della linea tranviaria risolvendo parte dei problemi.
Lunga 7,4 km, conta 14 fermate compresi i capolinea; la linea parte da Scandicci, dove è ubicato anche il deposito-officina, e percorre via dell'Unità d'Italia, via Fabrizio De André e viale Aldo Moro.
La fermata posta in corrispondenza del centro cittadino è stata oggetto di riqualificazione urbanistica nell'ambito del progetto di costruzione della nuova Piazza della Resistenza, prospiciente il municipio di Scandicci. La zona adesso comprende, oltre alla piazza, un edificio con centro commerciale, appartamenti ed uffici; in un'altra unità immobiliare a lato della piazza, vi sono negozi ed un auditorium pubblico. Il Centro Rogers, dal nome dell'architetto inglese che l'ha progettato (Richard Rogers) è stato inaugurato il 30 settembre 2013.
Poco dopo l'attraversamento del fiume Greve entra nel Comune di Firenze e percorre viale Nenni, viale Talenti e via del Sansovino. Dopo piazza Paolo Uccello oltrepassa il fiume Arno con un ponte pedo-tranviario costruito ex-novo ed entra nel Parco delle Cascine lungo via Stendhal e viale degli Olmi. Da piazza Vittorio Veneto prosegue lungo viale Fratelli Rosselli, via Jacopo da Diacceto e via Alamanni, dove si ricongiunge con il percorso della linea T2, all'altezza della stazione di Firenze Santa Maria Novella.
- Careggi-Alamanni

La tratta fu aperta al servizio pubblico il 16 luglio 2018, dopo più di quattro anni di lavori, e consentì l'estensione della tranvia 1 fino a Careggi con lo scopo di collegare l'ospedale con la stazione e il centro cittadino.
I lavori iniziarono nel maggio 2014, mentre la prima vettura fu collocata sui binari di viale Morgagni tra il 9 e il 10 febbraio 2018 per effettuare in seguito i primi test dinamici sulla tratta fra piazza Dalmazia e il nuovo capolinea.
Il capolinea si trova di fronte all'ingresso dell'ospedale di Careggi. Da qui la linea entra in viale Morgagni e giunge in piazza Dalmazia presso la quale si divide in due direzioni: i tram diretti a sud percorrono lungo le vie Corridoni e Pisacane, mentre quelli provenienti dalla direzione contraria risalgono via Tavanti e via Vittorio Emanuele. In via Tavanti, la linea torna a doppio binario e, superata piazza Leopoldo, prosegue su via Gianni, piazza Vieusseux, via Guasti e piazza Muratori. Dopo il sottopasso Statuto, dove è presente la stazione di Firenze Statuto, la tranvia prosegue su via dello Statuto, piazza della Costituzione e viale Strozzi. Per consentire il passaggio della tranvia, la viabilità fu modificata con la costruzione di due sottopassi: uno da viale Milton in direzione Belfiore, e l'altro, con curva, da viale Strozzi in direzione Belfiore. Passato viale Strozzi, la tranvia attraversa piazza Bambini e Bambine di Beslan, nei pressi del quale si trova la fermata a servizio della Fortezza da Basso e del centro fiera. La linea prosegue in seguito su via Valfonda e giunge in piazza della Stazione, dove si innesta al tronco proveniente da Villa Costanza.

#### Sviluppi futuri
- Scandicci - Casellina - Pontignale

È previsto un ulteriore allungamento dopo il capolinea lato Scandicci verso Casellina e Pontignale, fino alla zona dove sorgerebbe il futuro ipermercato Ipercoop il quale dovrebbe situarsi nei pressi dell'uscita A1 Scandicci e dell'omonima uscita della superstrada Firenze-Pisa-Livorno (SGC FI-PI-LI). A carico del costruttore dell'ipermercato, in corrispondenza del nuovo capolinea dovrebbe essere realizzato un parcheggio scambiatore fruibile dalle vetture in uscita sia dalla A1 che dalla FI-PI-LI, nonché provenienti dalla viabilità ordinaria della zona, via Pisana. La costruzione dell'ipermercato prevista oltre 20 anni fa è stata cancellata, ma i cittadini ed i lavoratori della zona industriale chiedono comunque il prolungamento, che eviterebbe problemi alla viabilità ordinaria ed intorno alla zona industriale nelle ore di punta (entrata ed uscita dei lavoratori). Ad oggi non sono stati redatti progetti tecnici e sommari per questo tratto.

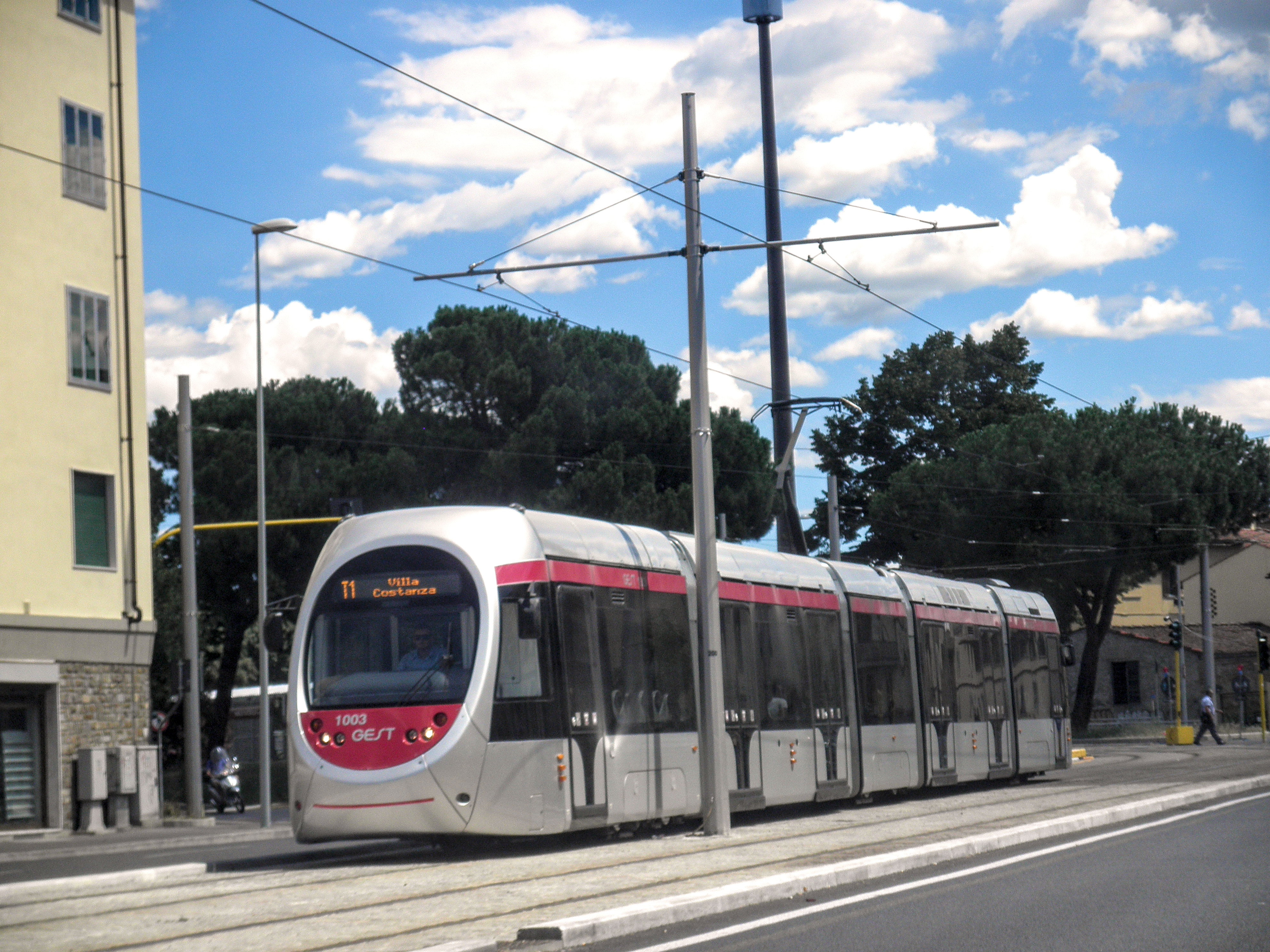
Il Sirio 1003 in linea
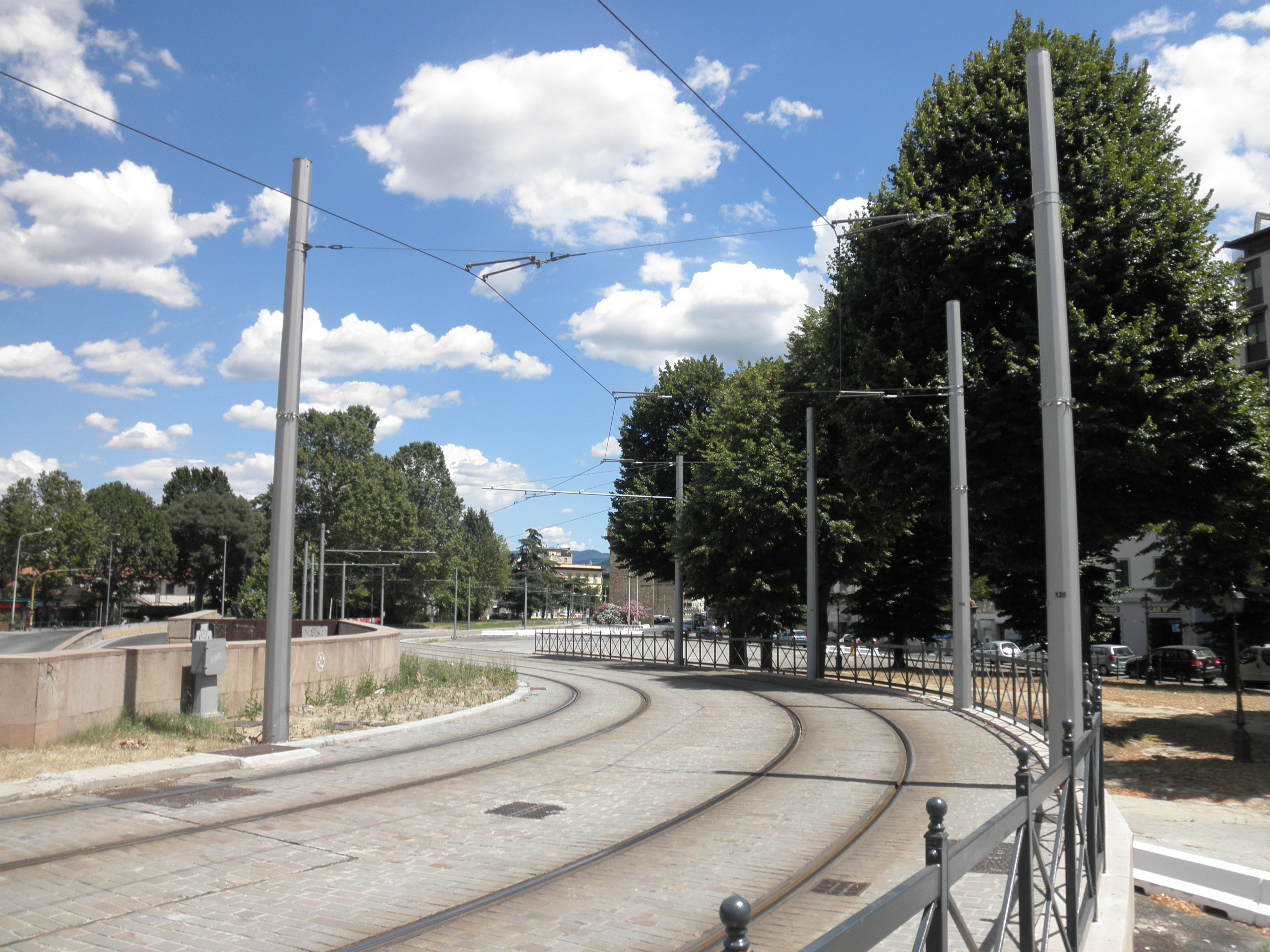
Sede tranviaria in piazza Vittorio Veneto
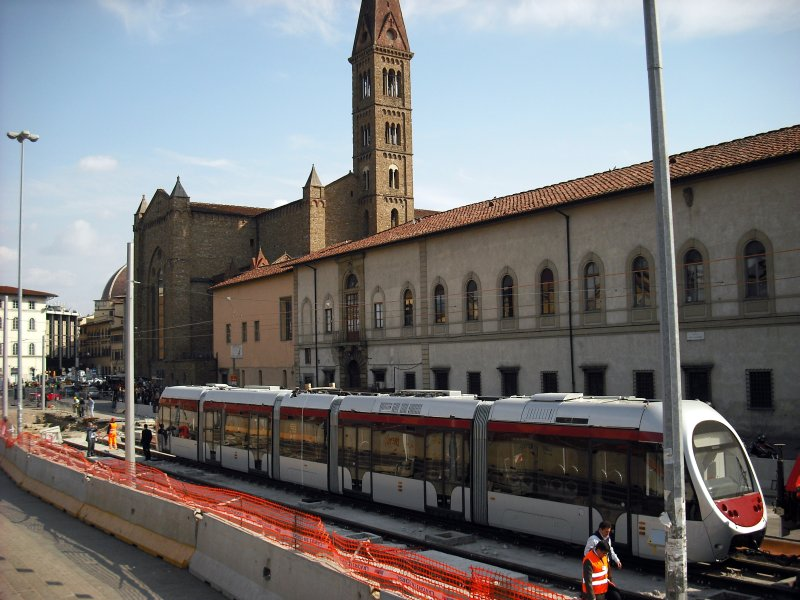
Collaudo della tranvia

### T2 - Vespucci
| Unknown route-map component "uSTR+l" | Unknown route-map component "uBHF(L)gq" | Unknown route-map component "uSTR+r" |

| Unknown route-map component "uBHF(R)f" |  | Urban straight track |

| Urban straight track |  | Unknown route-map component "uBHF(L)g" |

| Unknown route-map component "uexCONTgq" | Unknown route-map component "uxABZql" | Unknown route-map component "uABZq+lr" | Unknown route-map component "uSTRr" |  |

| Unknown route-map component "ueBST" |

| Unknown route-map component "uexKDSTaq" | Unknown route-map component "ueABZgr+r" |  |

| Urban stop on track |

| Urban stop on track |

| Urban stop on track |

| Unknown route-map component "uCONTgq" | Unknown route-map component "uABZgxr+r" |  |

| 0+000 |
|       |

| Urban stop on track |

| Unknown route-map component "uKMW" |

| (3+394) |
| 0+591   |

| Urban stop on track |

|  | Unknown route-map component "uABZgl+l" | Unknown route-map component "uKBHFeq" |

| Unknown route-map component "uKMW" |

| 0+000 |
| 0+000 |

| Urban stop on track |

|  | Unknown route-map component "uABZgl" | Unknown route-map component "uCONTfq" |

|       |
| 0+000 |

| Urban stop on track |

| Urban stop on track |

| Unknown route-map component "uTUNNEL2" |

| Urban stop on track |

| Unknown route-map component "WCONTfaq" | Unknown route-map component "uWBRÜCKE1" | Unknown route-map component "WASSER+r" |

|  | Urban stop on track | Water |

|  | Urban stop on track | Water |

| Unknown route-map component "WASSER+l" | Unknown route-map component "uWBRÜCKE1" | Water straight and to right |

| Unknown route-map component "WASSERl" | Unknown route-map component "uWBRÜCKE1" | Unknown route-map component "WCONTgeq" |

| Urban stop on track |

| Urban stop on track |

| Urban stop on track |

| Urban stop on track |

| Unknown route-map component "CONTgq" | Waterway under railway bridge | Unknown route-map component "CONTfq" |

| Unknown route-map component "uTUNNEL2" |

| Urban stop on track |

| Unknown route-map component "uTUNNEL1" |

| Unknown route-map component "uexCONTgq" | Unknown route-map component "ueABZg+r" |  |

| Urban End station |

Lunga 5,3 km e con 12 fermate, che si snodano fra piazza dell'Unità Italiana e l'aeroporto "Amerigo Vespucci", si tratta di una linea fondamentale poiché interessa la zona di maggior sviluppo dell'area metropolitana e, al contempo, serve i nuovi insediamenti per l'università e il palazzo di giustizia nell'area di Novoli.
I lavori sono iniziati il 5 novembre 2011 con l'apertura dei cantieri nei pressi dell'aeroporto di Firenze-Peretola.
Il termine dei lavori era previsto per giugno del 2014, poi posticipato al luglio 2017. Se i lavori avessero superato il limite di 950 giorni, il Comune di Firenze, come da contratto, avrebbe potuto applicare penali all'impresa costruttrice per ogni giorno di ritardo. Per completare la linea entro i limiti, i cantieri sono stati aperti anche di notte.
Per tutto il 2012 i lavori non sono proseguiti per problemi di finanziamento per le ditte appaltatrici. Alla luce della crisi economica e finanziaria le banche non hanno confermato i tassi accordati in precedenza. Alla fine del 2012 la Cassa Depositi e Prestiti ha accordato finalmente il finanziamento dell'opera, permettendo la ripresa dei lavori nel maggio 2014.
L'inaugurazione, da luglio 2017 è slittata ad agosto 2018, poi a dicembre 2018, dato il blocco dei lavori dal 22 maggio dello stesso anno, causa mancati pagamenti da parte della ditta costruttrice.
Trascorsi i 15 giorni di pre-esercizio, la linea è stata inaugurata nella tarda mattinata del 11 febbraio 2019 alla presenza del Presidente della Repubblica Sergio Mattarella, con la conseguente messa in esercizio nelle ore immediatamente successive.
Nell'agosto 2017 è stata approvata la Variante Alternativa al Centro Storico (VACS) per evitare il passaggio accanto al Duomo e pedonallizare l'area di piazza San Giovanni e via de' Martelli per dare più spazio ad un punto nevralgico centrale per tutti i turisti e visitatori. Il tracciato originale prevedeva di proseguire dalla fermata di Unità in direzione piazza San Giovanni, percorrendo via Panzani e via de' Cerretani, per poi proseguire in direzione di piazza della Libertà lungo via de' Martelli, via Cavour, piazza San Marco per terminare in piazza Libertà con un anello. Con la VACS, il capolinea è spostato in piazza San Marco che viene raggiunta da una biforcazione in viale Filippo Strozzi e la costruzione di una nuova tratta che percorre viale Spartaco Lavagnini, aggira piazza Libertà e prosegue verso via Cavour. Il tram ritorna da piazza San Marco a piazza Libertà, percorrendo via Giorgio La Pira e via Alfonso La Marmora. I lavori di realizzazione di questa estensione sono iniziati nel 2020.
Il 26 maggio 2024 è stato effettuato un viaggio di prova, in presenza delle autorità, con il tram 2031 che da piazza San Marco si è diretto fino alla fermata Lavagnini-Fortezza, transitando lungo via Cavour e piazza della Libertà sulla parte di tracciato completata fino a quel momento.
I lavori della VACS si sono conclusi a novembre 2024 e già a fine mese si sono svolte le simulazioni di pre-esercizio. Quest'ultima fase è iniziata il 27 dicembre 2024, dopo il via libera ottenuto dalla commissione ministeriale. Contestualmente, il capolinea del servizio viaggiatori è stato spostato alla fermata di Fortezza, mentre le vetture proseguono lungo la nuova tratta simulando il normale esercizio, ma senza effettuare servizio passeggeri. Il 2 gennaio 2025 è stata inoltre soppressa la fermata capolinea di Unità ad eccezione delle prime e delle ultime corse della giornata o di servizio speciale.
Al termine del pre-esercizio, il 25 gennaio 2025 è iniziato il servizio viaggiatori con il prolungamento della T2 da Fortezza al nuovo capolinea di San Marco Università.

#### Percorso
Dal capolinea presso l'aeroporto, la tranvia sottopassa la ferrovia per le officine IDP di Osmannoro e la ferrovia Firenze-Pisa, i viali Luder e degli Astronauti, prima del quale è presente la fermata in trincea denominata Guidoni, nei pressi della quale, nel 2023, è stato istituito un terminal hub ferro-gomma di Autolinee Toscane. Dopo questa fermata, la tranvia esce dal tratto in trincea coperta e attraversa la rotonda di via Alessandro Allori, innestandosi in via di Novoli che viene servita da quattro fermate: Novoli-Palazzi Rossi, Novoli-Torre degli Agli, Novoli-Regione Toscana e San Donato-Università.
Dopo quest'ultima fermata, il tram scavalca il torrente Mugnone su un viadotto dedicato a Margherita Hack, quindi percorre via Buonsignori e via Gordigiani, entrambi serviti da due fermate: Bonsignori-Liceo Da Vinci e Ponte all'Asse. Scavalcato nuovamente il Mugnone nei pressi della costruenda nuova stazione Belfiore AV della linea ferroviaria ad alta velocità, si trova la fermata di Redi. La tranvia affianca la linea ferroviaria e attraversa Palazzo Mazzoni, dal nome dell'architetto che l'ha progettato: costruito durante il ventennio fascista, è stato completamente ristrutturato ed è di proprietà di Rete Ferroviaria Italiana. La soprintendenza ha autorizzato il passaggio del tram all'interno del palazzo con un compromesso: quello di essere riportato alle forme originali volute dal Mazzoni, poiché nel corso degli anni era stato rimodellato con la scomparsa della vetrata frontale a "T" rovesciata, e l'aggiunta di un piano al posto di una grande terrazza.
Uscito da Palazzo Mazzoni, il tram attraversa viale Belfiore, servito dall'omonima fermata, e imbocca via Guido Monaco. Dopo l'incrocio con viale Fratelli Rosselli, la tranvia entra via Alamanni, servito dalla fermata Rosselli, dove all'incrocio con via Jacopo Da Diacceto si congiunge alla linea T1. Le due tranvie hanno in comune la fermata di Alamanni Stazione Santa Maria Novella, nei pressi dell'ingresso lato ovest della stazione ferroviaria; fino al 2025, la linea T2 terminava al capolinea di Piazza dell'Unità. A seguito dell'apertura della VACS, la tranvia evita quest'ultima fermata e da Alamanni prosegue sullo stesso tracciato della linea T1 fino alla fermata di Fortezza. Di conseguenza sia quest'ultima sia la fermata di Valfonda Stazione sono in comune ad entrambe le linee.
La linea T2 abbandona il percorso della linea T1 all'altezza dell'incrocio fra viale Filippo Strozzi e viale Spartaco Lavagnini, dove si trova la biforcazione della VACS. Il tram percorre viale Lavagnini che risulta servito da due fermate: Lavagnini Fortezza, posta all'inizio della variante, e Lavagnini Poliziano, posta nei pressi dell'incrocio fra il viale e via Agnolo Poliziano e via Bonifacio Lupi. A piazza della Libertà, la fermata a servizio della linea, denominata Libertà Parterre, si trova nei pressi dell'Arco di Trionfo. In uscita da quest'ultima e all'incrocio tra piazza della Libertà e viale Don Minzoni, la tranvia incrocia la biforcazione per l'asta di rimessaggio della costruenda linea T3 e il futuro capolinea di quest'ultima durante il primo lotto di lavori, per poi entrare in via Cavour, dove si abbandona il tracciato a doppio binario che continua imboccando Viale Matteotti. Dopo l'omonima fermata, il tram prosegue in direzione di piazza San Marco, dove si trova il nuovo capolinea di San Marco Università. Il tram, per riprendere il percorso verso Peretola Aeroporto, prosegue in via Giorgio La Pira e in via Alfonso La Marmora, per re-immettersi sul tracciato a doppio binario in Viale Matteotti direzione Piazza della Libertà. 

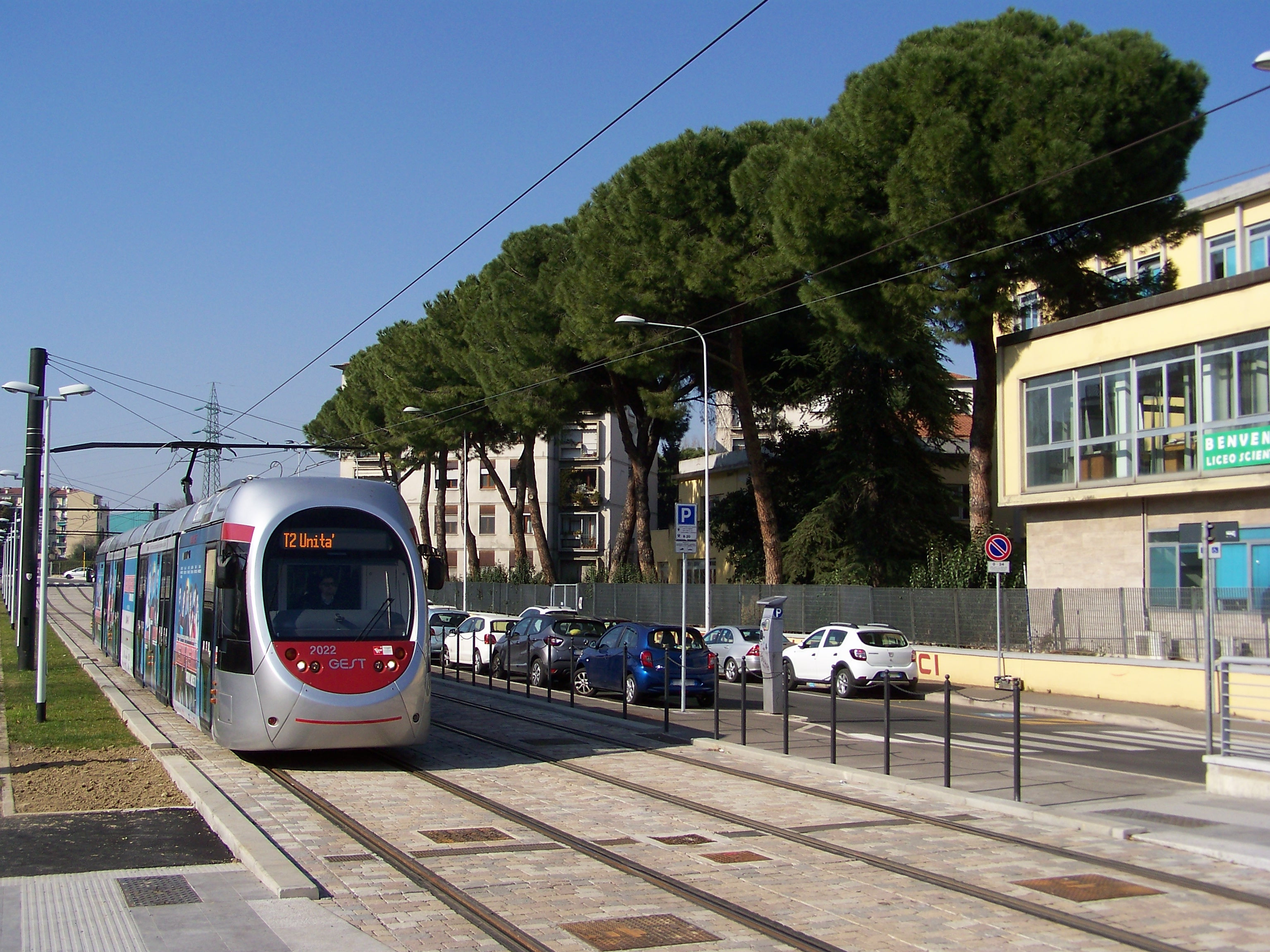
Sirio 2022 in servizio sulla linea T2 in Via Buonsignori
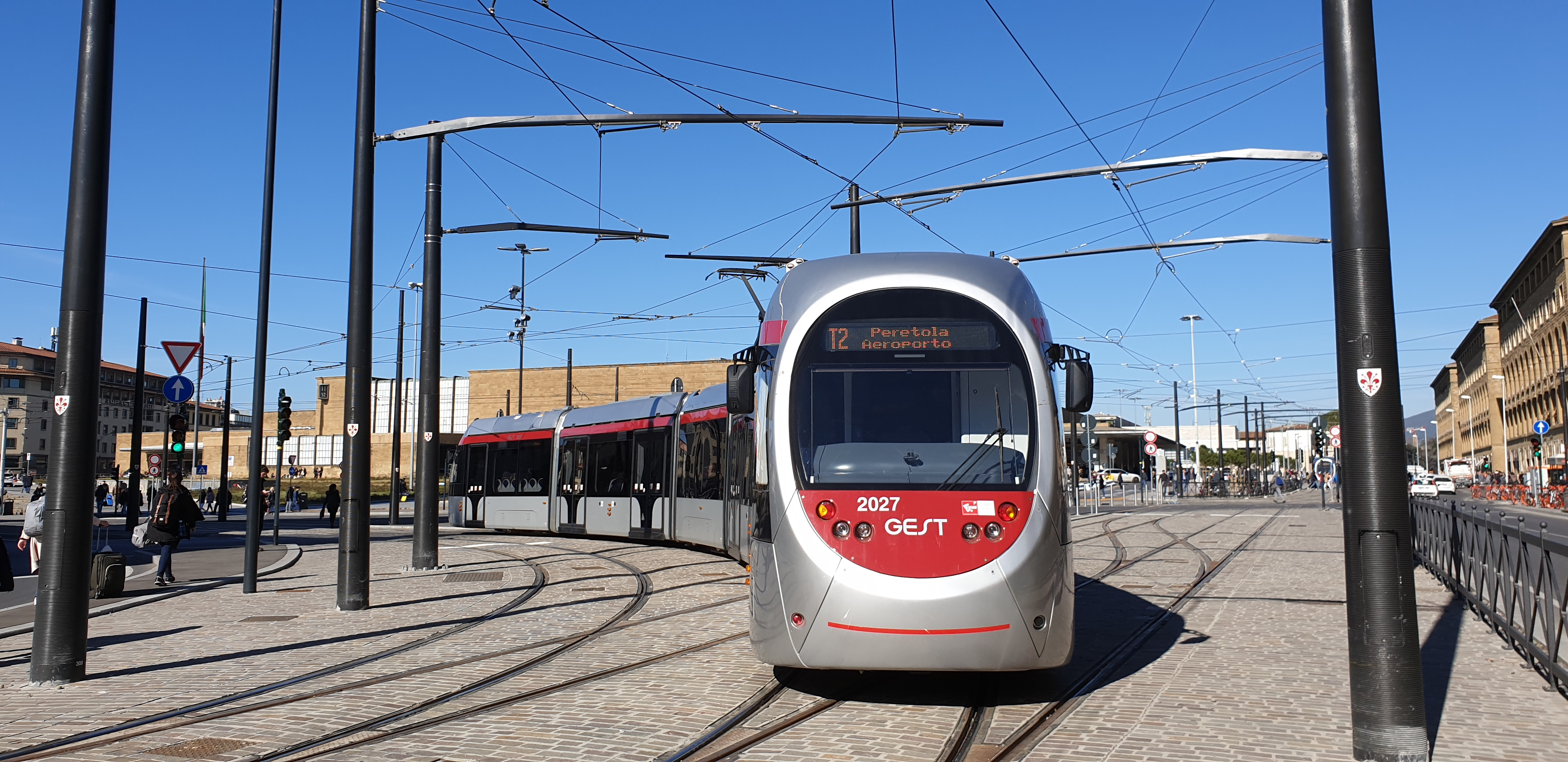
Sirio 2027 in servizio sulla linea T2 in Piazza dell'Unità Italiana

## In costruzione
| Linea | Percorso               | Inizio lavori   | In esercizio | km  | Fermate |
| ----- | ---------------------- | --------------- | ------------ | --- | ------- |
| T3    | Libertà-Bagno a Ripoli | 25 gennaio 2025 |              | 7,2 | 17      |

### T3
L’apertura dei cantieri era prevista per la fine del 2023, poi slittata a causa di ritardi accumulati nei cantieri del tratto Fortezza-Libertà-San Marco, oltre che nella contrattualizzazione e reperibilità dei fondi e in generale ai blocchi causati dalla pandemia di COVID-19.
I lavori sono iniziati il 20 gennaio 2025, con gli interventi preliminari all'apertura dei cantieri.

#### Percorso
Secondo il progetto, il tracciato della terza tranvia fiorentina sarà lungo circa 7,2 km, di cui 3,1 km a batteria senza l'installazione di catenaria, e avrà diciassette fermate. Il capolinea durante il primo lotto di lavori è previsto su un piccolo tronco posizionato lungo viale Don Minzoni dove in futuro sarà estesa la linea; questa si innesterà alla T2 in Piazza della Libertà, per poi imboccare viale Matteotti, dove percorrerà i viali di circonvallazione fino a viale Giovine Italia. Giunta a piazza Piave, la linea piegherà per proseguire sui lungarni Pecori Giraldi, del Tempio e Cristoforo Colombo. Scavalcato l'Arno sul ponte da Verrazzano, il tram percorrerà via Poggio Bracciolini, viale Giannotti e viale Europa al termine del quale entrerà in territorio di Bagno a Ripoli. La linea proseguirà quindi su via Pian di Ripoli fino a svoltare in via Granacci, dove si troverà il capolinea. Nei pressi del Cimitero del Pino si troverà il nuovo deposito a servizio di questa tranvia.
Per la realizzazione di questo tratto è stata stimata una spesa di circa 448 milioni di euro.

## In progetto
Sono previsti vari progetti di sviluppo dell'attuale rete, portandola fino a circa 40 km di infrastruttura, con una previsione di 86 milioni di passeggeri.

### T1 Careggi-Ospedale Meyer
Rappresenta la continuazione della linea tranviaria 1, dall'attuale capolinea di Careggi verso l'Ospedale pediatrico Meyer. Si è inserito il progetto nella richiesta di finanziamento al Ministero delle infrastrutture e dei trasporti per il bando avente scadenza il 30 maggio 2025.

### T2 Aeroporto-Sesto Fiorentino
Rappresenta la continuazione della tranvia 2, dall'Aeroporto Vespucci fino alla Stazione di Castello, al Polo universitario e al comune di Sesto Fiorentino.
Nell'aprile 2025 fu presentato il progetto definitivo del prolungamento della tratta.

### T3 Libertà-Rovezzano
Il percorso inizierà da viale Don Minzoni al termine del quale sottopasserà i binari ferroviari per immettersi su viale dei Mille che percorrerà a raso. In seguito, svolterà su viale Fanti, dove effettuerà una fermata nei pressi della stazione di Firenze Campo di Marte. Proseguirà su viale Malta, quindi nuovamente su viale Fanti, percorrendo l'asse viali Mamiani-Duse-Verga, via del Gignoro, via Vitelli e via della Chimera. Il capolinea sarà situato nei pressi del parcheggio della stazione di Firenze Rovezzano.
Il tracciato avrà un'estensione di 6,2 km e quindici fermate.
A marzo 2024 la linea risulta finanziata e la progettazione definitiva è stata completata.

### T4 Porta Al Prato-Le Piagge
La quarta linea tranviaria, Leopolda-Piagge, collegherà la zona di Porta al Prato con l'area delle Piagge. Il tracciato si dovrebbe interconnettere con linea T1 in corrispondenza della fermata Porta al Prato-Leopolda di viale Fratelli Rosselli e si estenderà lungo il sedime ferroviario della dismessa linea Firenze Porta al Prato-Empoli fino alla ex stazione delle Cascine. Dopo aver sottopassato il viadotto dell'Indiano e la sede ferroviaria per Pisa proveniente da Firenze Rifredi, il tracciato raggiungerà la zona di via Piemonte per poi proseguire in parallelo al canale della Goricina fino alla stazione ferroviaria di Le Piagge, dove è previsto il capolinea. 
Dal 12 settembre 2022, la stazione di Porta al Prato non è più servita da collegamenti ferroviari, per consentire i lavori di riqualificazione edilizia dell'area e della realizzazione della futura linea tranviaria T4.

### T4 Le Piagge-Campi Bisenzio
Si tratta della prosecuzione della T4 verso l'area metropolitana di San Donnino-Campi Bisenzio, di circa 45 000 abitanti. La linea è stata interamente finanziata nell'ambito del Piano Nazionale di Ripresa e Resilienza.
A gennaio 2023 risultava ancora in corso la progettazione definitiva.

## Opere infrastrutturali principali

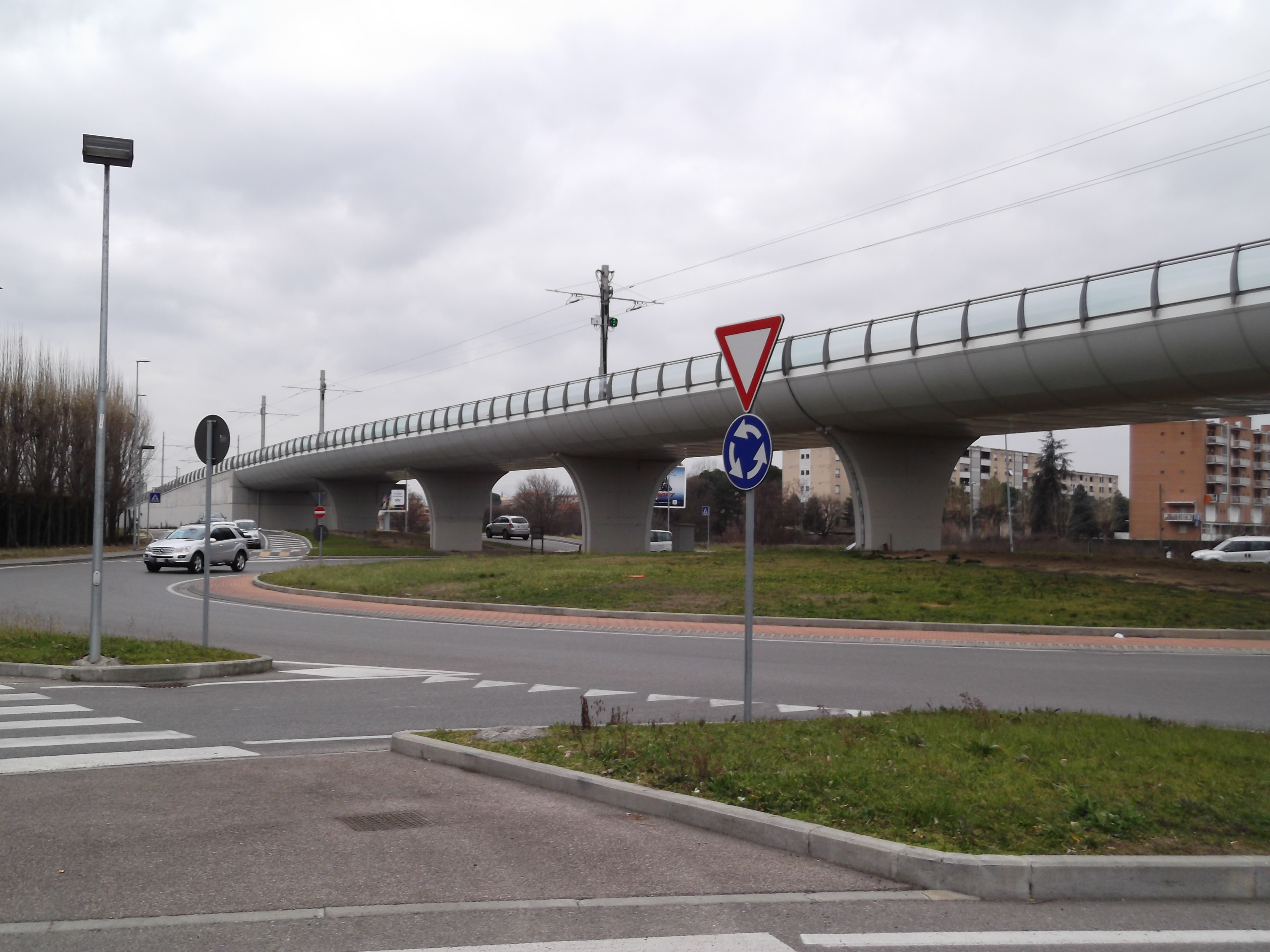
Viadotto tranviario su viale Nenni

Prima dell'avvio dei cantieri erano state completate entro la fine del 2004 due opere preliminari connesse ad un primo stralcio progettuale della originaria linea 1:
- allargamento del ponte stradale sul fiume Greve, al confine tra Firenze e Scandicci;
- sottopasso carrabile di viale Fratelli Rosselli in piazza Vittorio Veneto.[44]

Linea T1
- viadotto tranviario Aldo Moro;[47]
- adeguamento del sottopasso Talenti - Foggini;[48]
- sottopasso carrabile di piazza Paolo Uccello;[49]
- nuovo ponte tranviario, ciclabile e pedonale per l'attraversamento dell'Arno;[50][51]
- nuovo ingresso al parcheggio sotterraneo di Santa Maria Novella.
- nuovo sottopasso Milton - Strozzi
- nuovo sottopasso Strozzi - Strozzi
- adeguamento sottopassi Stazione Statuto

Linea T2
- sottopasso per l'attraversamento delle linee ferroviarie per Osmannoro e Pisa, dei viali Luder, degli Astronauti e Guidoni comprendente una fermata in sotterranea.
- nuovo ponte tranviario "Margherita Hack" in via di Novoli, ciclabile e pedonale per l'attraversamento della zona di San Donato, la rotatoria di via Forlanini ed il torrente Mugnone.
- realizzazione del nuovo manufatto di sbocco del torrente Mugnone per la messa in sicurezza idraulica.
- rampa di accesso e tunnel nella facciata di Palazzo Mazzoni al confluire dei Viale Redi e Viale Belfiore.

## Costruzione e gestione
Il progetto prevedeva che la realizzazione della originaria Linea 1 costasse 195 milioni di euro, a carico di Stato (73 milioni), Regione Toscana (30 milioni), Comune di Firenze e Comune di Scandicci (59 milioni), Rete Ferroviaria Italiana (33 milioni, impegno assunto in fase di stipula del protocollo di intesa con gli enti locali per la realizzazione di una nuova fermata per l'alta velocità a Firenze: è stata costruita congiuntamente da AnsaldoBreda e Baldassini-Tognozzi-Pontello. In un'intervista a La Repubblica, il 16 febbraio 2018, il sindaco di Firenze Dario Nardella ha dichiarato che il costo finale della Linea 1 è stato di 265 milioni di euro.
Per la Linea 2 e per il prolungamento della Linea 1 si è parzialmente seguito il modello del project financing. Nel 2005, il Comune di Firenze ha stipulato con Tram di Firenze S.p.A., la concessione per la costruzione delle opere, l'ingegneria e la gestione (per quest'ultima anche della Linea T1).
Con riferimento alla già citata dichiarazione a La Repubblica, lo stesso sindaco Nardella precisa che il costo di queste ultime due opere ammonta a 425 milioni di euro (di cui 340 relativi al costo dell'infrastruttura ed il residuo all'acquisto dei 29 tram Sirio). La partecipazione dell'Unione Europea nell'ambito del POR Creo 2007-2013 consta di 26 milioni di euro; si aggiungono 10,79 dalla Regione Toscana, 13,26 dallo Stato, 184,91 dal Comune di Firenze. I restanti 140 milioni sono a carico di Tram di Firenze che ha contratto un finanziamento di 165,8 milioni di euro con MPS Banca per l'Impresa, Calyon, Infrastrutture S.p.A. (poi diventata Cassa Depositi e Prestiti), comprensivi di 13,8 milioni di Iva e 12 milioni di euro per gli extracosti, da restituire in 15 anni, nonché altri 61 milioni che Infrastrutture/Cassa Depositi e Prestiti avrebbe messo a disposizione per rifinanziare il debito in caso di mancato rimborso del prestito alla fine dei 15 anni.
Nel tempo la composizione degli azionisti di Tram di Firenze è variata: Baldassini-Tognozzi-Pontello socio di Tram di Firenze, ma anche membro dell'ATI che deve realizzare i lavori, termina in amministrazione straordinaria e cede il ramo d'azienda ad Impresa S.p.A., che successivamente però dichiara anch'essa fallimento, per cui vende le attività a Grandi Lavori Fincosit, che si ritrova azionista del concessionario e partecipante dell'ATI per un impegno significativo nella costruzione della T2 e del prolungamento della T1. Nel 2018 la situazione si complica nuovamente in quanto Grandi Lavori Fincosit è terminata in concordato preventivo.
Nel 2014 Mps, Banca IMI e Cassa Depositi e Prestiti rinegoziano per la seconda volta il finanziamento a Tram di Firenze S.p.A., sottoscrivendo 165,8 milioni di euro con scadenza a 21 anni.
Tram di Firenze ad oggi è controllata dal fondo Meridiam col 56% (dopo aver rilevato nel 2018 il 14,1% in mano a Grandi Lavori Fincosit e anche le quote in mano a Coestra e Consorzio Etruria, entrambe in liquidazione), Ratp Dev Italia col 24,9%, Hitachi Rail Italy (ex AnsaldoBreda) con il 13,6%, Alstom Transport 6,1% e Alstom ferroviaria 3,8%, Ansaldo STS 3,8%. Il resto è diviso tra Architecna, Ciet Impianti, Cmb, Ccc, Consorzio Toscano Cooperative, Dicos, Sirti.
L'esercizio del servizio è assicurato dalla GEST (acronimo di "Gestione del Servizio Tramviario"), su concessione di Tram di Firenze S.p.A., fino al 2035. Gest è una società per azioni di proprietà dell'azienda parigina RATP Dev, gruppo RATP che nel 2012 ha rilevato la quota del 49% detenuta da ATAF S.p.A.

## Integrazione con la rete ferroviaria
Le linee della tranvia sono concepite per integrarsi con la rete ferroviaria in più punti come scambio ferro-ferro, principalmente per i pendolari e i viaggiatori di media distanza, in modo da distribuire il traffico passaggeri regionale-nazionale sulla rete locale. 
Attualmente la linea T1 intercetta la rete ferroviaria presso la stazione nazionale di Firenze S.M.N. accanto alle fermate di Alamanni Stazione e Valfonda Stazione. Ulteriormente incontra la stazione regionale di Firenze Statuto nelle vicinanze della fermata Muratori Stazione Statuto ed è connessa tramite trasporto su gomma con la stazione di Firenze Rifredi e le fermate in zona Rifredi (specialmente Dalmazia e Morgagni Università). La linea T2 si connette sempre con la stazione di Firenze S.M.N. presso le fermate di Alamanni Stazione e Valfonda Stazione. In futuro prossimo sarà connessa con la costruenda nuova stazione cittadina esclusiva per l'alta velocità di Firenze Belfiore AV e la nuova stazione regionale di Firenze Circondaria (per lo scambio ferro regionale-ferro AV) presso la fermata Redi. Ulteriormente è prevista da RFI Ferrovie dello Stato la realizzazione della fermata Firenze Peretola presso il capolinea di Peretola Aeroporto. L'estensione in progetto per Sesto Fiorentino sarà connessa con la stazione di Firenze Castello. Per la parte di linea T3 in costruzione non sono previsti scambi poiche collega zone non servite dalla ferrovia ma con la realizzazione del restante tratto sarà connessa con le stazioni di Firenze Campo di Marte e Firenze Rovezzano. La T4 collegherà la stazione di Le Piagge. Sempre in futuro sarà prevista una maggiore integrazione ferroviaria con la separazione del traffico regionale e nazionale alta velocità permettendo di realizzare una rete ferroviaria metropolitana/suburbana con nuove stazioni più capillari e ravvicinate.
Nello specifico per quanto riguarda la rete nazionale a lunga distanza a Firenze è in corso di costruzione un passante ferroviario sotterraneo concepito per separare il traffico dei treni passanti ad alta velocità dal traffico regionale e ridurre i tempi di fermata presso la stazione di testa di Firenze S.M.N.: prevede la realizzazione di una innovativa stazione sotterranea progettata dall'architetto inglese Norman Foster in zona via Circondaria; per il collegamento di quest'ultima con la stazione di Santa Maria Novella era stata inizialmente concepita la linea T2; con l'accordo dell'agosto 2011 tra Governo, Ferrovie, Regione, Provincia e Comune è stata accettata definitivamente la collocazione della nuova stazione Belfiore AV secondo il progetto Foster, concordando alcune lievi modifiche al percorso della linea T2 nei pressi della nuova stazione e la realizzazione di un people mover di collegamento tra le stazioni Belfiore AV e quella di Santa Maria Novella, a spese di Ferrovie dello Stato.
Successivamente l'ipotesi del people mover è rientrata e si è tornati al progetto originale, con la fermata Redi della T2 inaugurata il 15 luglio 2019, a servizio dei residenti della zona. Ciononostante nel 2021 è stata rivalutata l'ipotesi del People Mover, poiché in caso di completamento e attivazione della Nuova Stazione AV, il collegamento di scambio con l'attuale stazione di Santa Maria Novella creerebbe troppa congestione alla linea tranviaria già molto frequentata e satura.
Nell'accordo è stato previsto la cessione da parte di RFI del tratto di binario che va dalla stazione di Firenze Cascine alla stazione di Firenze Porta al Prato per la realizzazione della nuova linea T4, da Le Piagge a Porta al Prato.
Dal 12 settembre 2022 la stazione di Porta al Prato non è più servita da collegamenti ferroviari, per consentire i lavori di riqualificazione edilizia dell'area e della realizzazione della futura linea T4.